# Holoédrie
En cristallographie on appelle holoédrie la symétrie maximale d'une structure cristalline ou d'une forme cristalline ayant un réseau donné. L'adjectif correspondant est holoèdre.
Une structure ou une forme cristalline ayant une symétrie inférieure à l'holoédrie est dite mérièdre : on parle alors de mériédrie.